# Convoi HXF 10
Le convoi HXF 10 est un convoi rapide passant dans l'Atlantique nord, pendant la Seconde Guerre mondiale. Il part de Halifax au Canada le 25 novembre 1939 en direction de différents ports du Royaume-Uni et de France. Il arrive le 9 décembre 1939.

## Composition du convoi
Ce convoi est constitué de 10 navires :
- Royaume-Uni : Seminole, Thiara, Cairnesk, Nova Scotia, Manchester Citizen, San Alvaro, Beaverdale (déplacé au convoi HXF 11)
- France : le paquebot Flandre, Winnepeg, Henry Desprez

## Escorte
Ce convoi est escorté par :
- le croiseur auxiliaire britannique : SS Letitia (en) du 25/11 au 04/12[4]
- les destroyers britanniques HMS Versatile (en) et HMS Witherington (en) - du 04/12 au 06/12
- les destroyers britanniques HMS Verity et HMS Wolverine - du 04/12 au 09/12

## Voyage
Parti le 25 novembre, le convoi arrive le 9 décembre à Douvres.